# William Stark
William Stark (1741–1770) fue un médico inglés pionero en la investigación sobre el escorbuto, aunque con consecuencias trágicas para sí mismo. Nació en Birmingham, de familia escocesa, y estudió medicina en la Universidad de Leiden, graduándose en 1769. Comenzó sus estudios sobre el escorbuto en Londres, en junio de 1769, con una serie de experimentos dietéticos efectuados sobre su propia persona. Tras ocho meses de pruebas, murió el 23 de febrero de 1770, a la edad de veintinueve años. Su legado no supuso un gran descubrimiento para el cuerpo médico, pero sus registros detallados ayudaron a establecer la importancia de la vitamina C en la aparición y el curso de la enfermedad. James Carmichael Smyth publicó los experimentos de Stark dieciocho años después de su muerte.
Stark desarrolló una serie de veinticuatro experimentos dietéticos con el objeto de probar que una dieta variada y agradable resultaba más saludable que las dietas estrictas imperantes en su época. Para ello realizó registros de temperatura y condiciones climáticas, los pesos de todos los alimentos que ingería y el peso total de sus excrecciones diarias, así como una serie de anotaciones más subjetivas de cómo se sentía cada día.
Su experimento comenzó con una dieta básica de pan y agua con un pequeño suplemento de azúcar durante treinta y un días. Refiere que se encontraba embotado y desganado, y volvió a una dieta normal hasta recuperarse. Fue incorporando nuevos alimentos, uno cada vez (aceite de oliva, leche, carne de oca asada, grasa, higos, y ternera. Tras dos meses sus encías estaban rojas e hinchadas, y sangraban a la mínima presión, un síntoma de escorbuto.
En noviembre de 1769 solo se alimentaba de pudín, con algunas pasas de manera ocasional. Estaba considerando comenzar a introducir fruta y verdura fresca, pero todavía debía introducir la miel y el queso, muriendo de escorbuto en febrero de 1770.